# 近鉄12000系電車
近鉄12000系電車（きんてつ12000けいでんしゃ）は、1967年に近畿日本鉄道が導入した特急形車両。「スナックカー」の愛称がある。近鉄特急の大増発に備えて10編成20両が製造され、1969年以降は改良形式の12200系「新スナックカー」の増備に移行した。
12000系の解説には、外観、性能面で概ね同一の12200系の画像を適時用いる。

## 概要
東海道新幹線の開業後、新幹線を乗り継いで近鉄沿線の観光地に足を運ぶ旅客が急増し、また1965年9月には5年後を目途に日本万国博覧会（大阪万博）の開催が決定され、さらに近距離移動でも特急を利用する旅客が増えつつある時代背景があり、今後予想される特急旅客需要の増加に対応するため、地上設備と特急車両を増強して特急を大増発することになった。
この特急大増発に備えて新造されたのが12000系であり、1967年12月に近畿車輛で2両編成10本が製造され、開設されて間もない富吉検車区に新製配置された。同月20日のダイヤ変更で営業運転を開始し、名阪乙特急（大和八木、津、四日市、桑名の中核都市に停車する名阪特急）の運行本数もそれまでの7倍増となる14.5往復にまで増発され（名阪ノンストップ特急は本数据置）、本形式は名阪ノンストップ特急と乙特急の双方に投入されて近鉄特急のサービスレベル向上の一翼を担った。
当初は上本町（現・大阪上本町） - 近畿日本名古屋（現・近鉄名古屋）間の名阪特急に集中的に投入された。車内でビュフェ営業を行うための調理コーナーを設けたことから「スナックカー」の名称を与えられ、リクライニングシートの採用とあわせてサービスの向上を目指した。後年は名阪特急に限らず、様々な線区で運用された。
走行機器は18200系を、車体については11400系「エースカー」を設計の基本としつつ、運用線区や時代の要請に見合うよう一部の設計が変更された。これにより、すべての標準軌線区に乗り入れ可能で、どの特急車両とも連結可能という、高い汎用性と居住性を兼ね備えた車両となった。そして12000系で確立された内外装のデザイン・座席構造・走行機器の基本設計は、その後の12600系や26000系「さくらライナー」に至るまで、約20年間にわたって継承された。本系列以後、近鉄特急車両の設計思想が全面的に見直されたのは1992年登場の22000系「ACE」においてである。

## 編成
本系列は以下の2形式で構成される。電算記号にはSを使用する。
|          | ← 近鉄難波近鉄名古屋 → |                |
| 形式     | モ12000形(Mc)          | ク12100形(Tc)  |
| 搭載機器 | CON,◇                  | MG, CP         |
| 自重     | 40.0 t                 | 35.0 t         |
| 定員     | 64名                   | 64名           |
| 車内設備 | スナックコーナー       | 洗面室・トイレ |

- 搭載機器欄のCONは制御装置、MGは補助電源装置、CPは電動空気圧縮機、◇はパンタグラフ（営業開始当初は1基搭載）。
- 編成定員は128名。

編成はこれら2両を背中合わせに連結した2両編成を基本とし、固定編成の21000系・23000系・21020系を除く近鉄の標準軌間線区用特急車各系列と組み合わせて2両から10両編成の範囲で運用される。

## 構造

### 外観・車体構造
車体は10100系「新ビスタカー」で確立された従来のデザインから大きく変更され、前面は丸みを帯びた形状とし、前照灯は埋め込みタイプとなった。
また、需要変動による編成の増減や、運用上大和八木駅などで列車の分割併合が頻繁に実施される近鉄特急だが、従来は剥き出しであった貫通幌を観音開きのカバーで隠すことにした。前面の特急標識は、分割併合時の作業時間短縮を重視するため、従来の逆三角形の特急表示装置の設置を取りやめ、新たに貫通扉に円形の電照標識（縦書きで「特急」と入る）の両側に翼を付けた形の特急標識を採用した。これにより、翼と中央部を分割して左右の幌カバーと貫通扉に固定方式としたため、作業員の負荷が低減された。この貫通幌カバーと標識は、連結解放時の幌の出し入れと標識の設置を5分以内で行うという条件により、設計段階では最後まで練ったものである。
標識灯・尾灯は電照式の行先表示板差しと一体となった。標識灯は、列車接近をいち早く発見するため、および球切れによる不点灯が踏切・駅通過時の危険をともなうため、当系列より左右2灯ずつとなった。この標識灯、表示板差しのセットは左右に各1基設置されたが、一方は行先、もう一方は「ノンストップ」「臨時」「吉野連絡」の表示あるいは親子列車の別の行先表示などが入るようになっていた。側面は行先表示板差しが設置されているが、方向幕は装備されなかった。また、「Snack Car」のロゴを入れている。窓下の腰板部の裾絞りは、新開発のリクライニングシートの幅を最大限有効活用するために、この部分の車体断面形状を11400系までの窓下で内側に折れ曲がる直線的なものから緩やかな曲線を描いて車体幅が絞られるものに変更している。また、側窓の幅は従来の1,620 mm（16000系の数値。11400系は1,600 mm）から1,700 mmに拡大された。
踏切事故による乗務員・乗客・車両への損傷を最小限に抑えるために、近鉄特急車としてはじめて前面にスカート（排障器）が取り付けられた。登場当初は密着式連結器の下に電気連結器が装備されていなかったため、スカート中央に切り欠きがなかった。モ12000形では、このスカートと台枠の間に挟まるように連結アダプター箱が設置された。これは、当系列製造時点ではまだ大勢を占めていた柴田式自動連結器を備える旧型車や、同じく柴田式自動連結器を備えていた10000系・10100系の流線型先頭車との緊急時における連結を考慮したものである。
これらの観音開き型幌カバーをはじめ、埋め込み式の前照灯、正面排障器など特徴的な先頭形状は1970年代の近鉄特急の顔となり、また下ぶくれした車体断面形状や側窓寸法も含めて、そのほとんどが12600系まで継承された。

### 主要機器
本系列のシステム面での基本となった18200系は、京都線・橿原線が直流600 V電化であったため、大阪線・山田線の直流1,500 Vと京都線・橿原線の直流600 Vの双方に対応する複電圧車であったが、12000系はそれらへの乗り入れを行わないため、直流1,500 V専用となり、機器構成が簡素化されている。
MT比は1:1（2両編成で1両ずつ電動車と付随車を連結）で18200系と同様であり、経済性重視の編成とされた。

#### 制御器

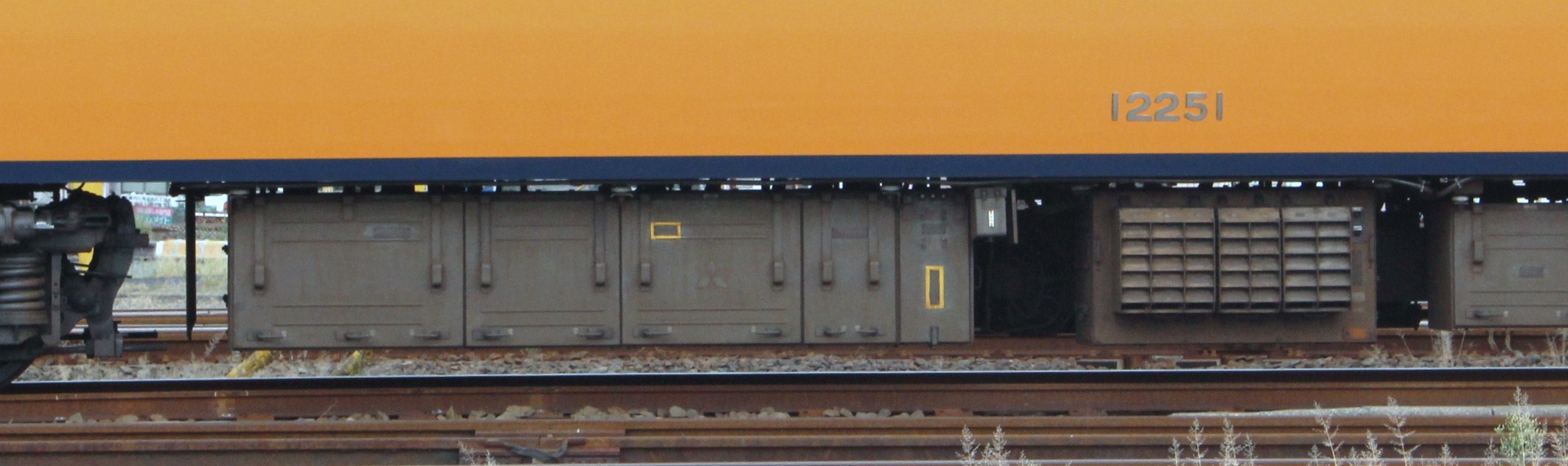
ABFM-254-15MDHA
主制御器（右は断流器）

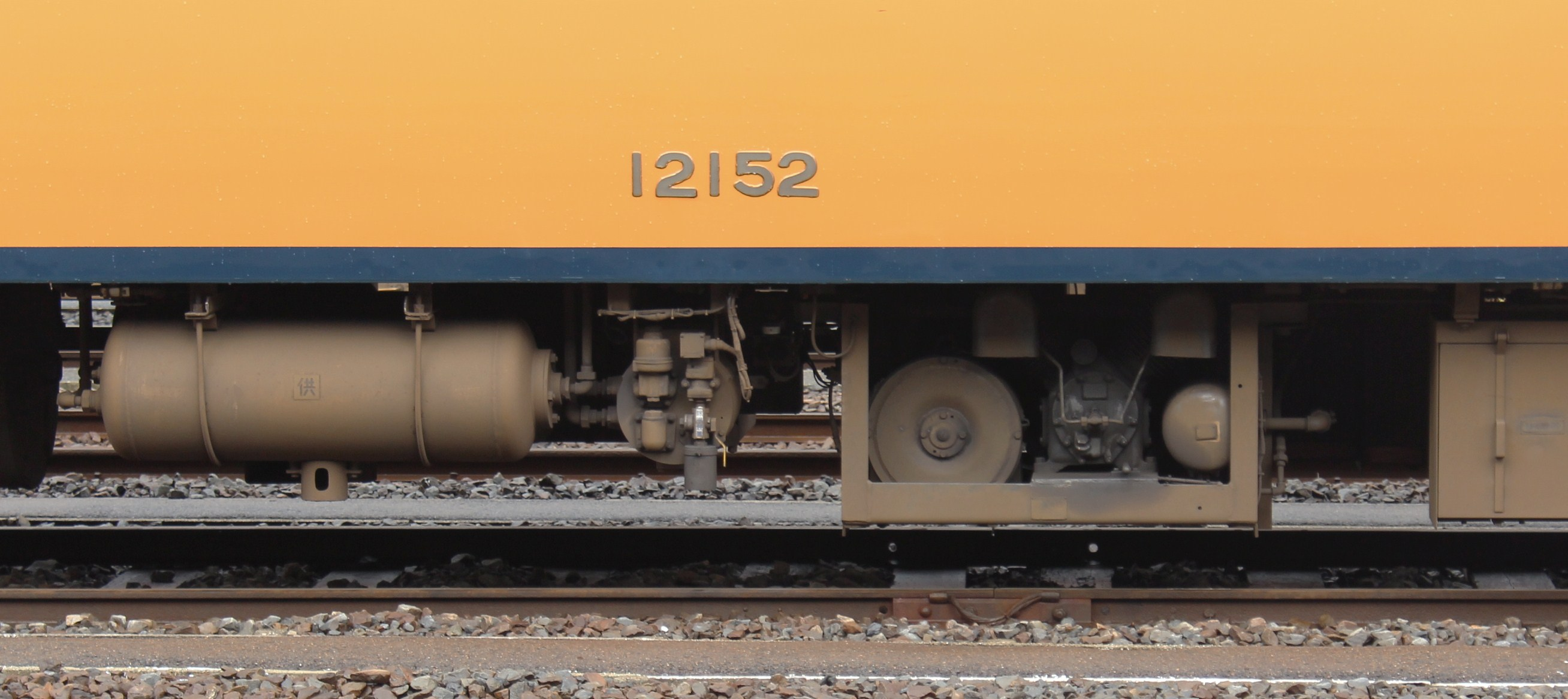
C-1000形空気圧縮機
（左は供給空気溜）

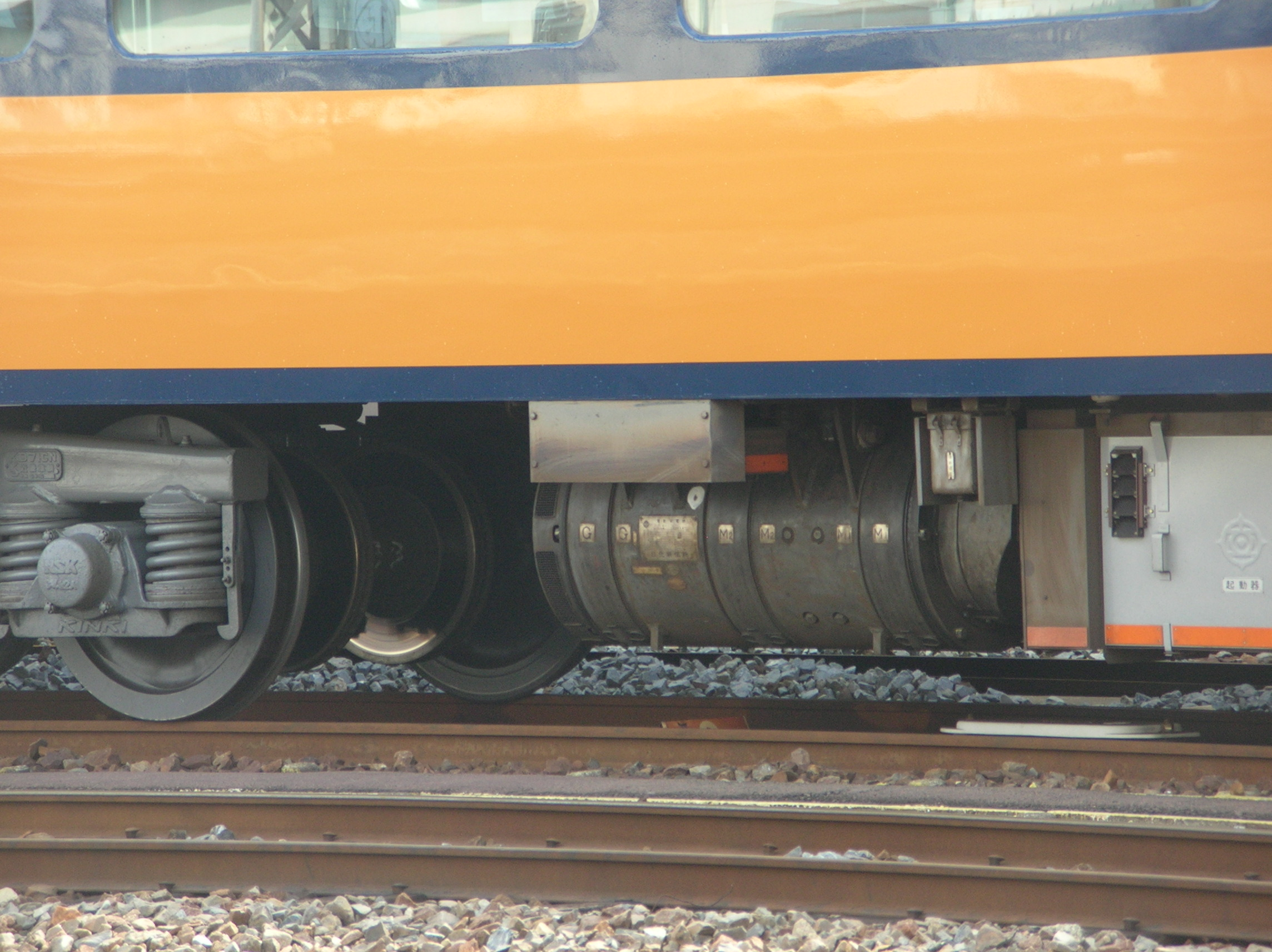
HG-584-Cr電動発電機

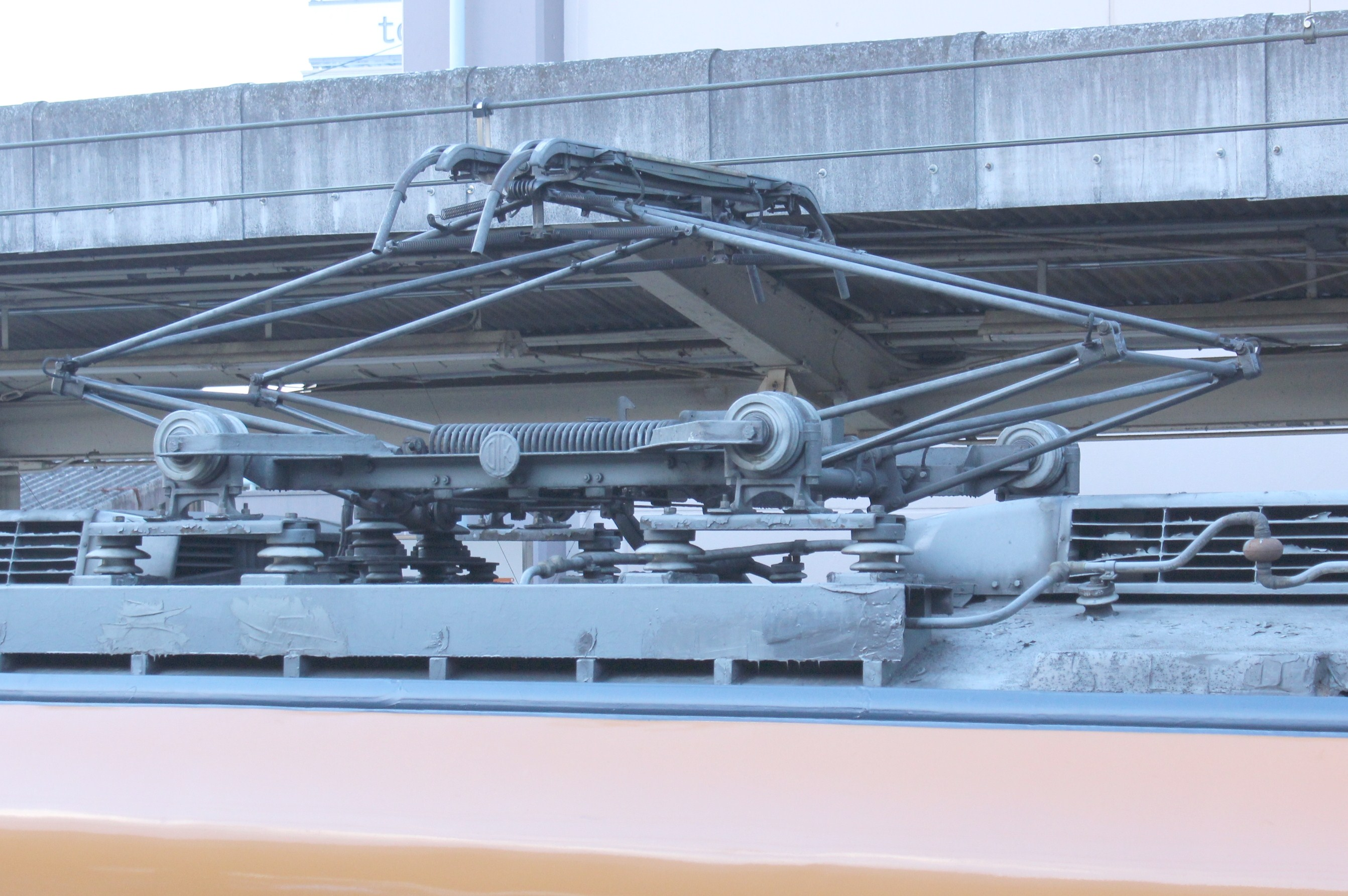
PT-42型パンタグラフ

制御器は三菱電機ABFM-254-15MDHA電動カム軸式抵抗制御器をモ12000形の進行方向向かって右側の台車間に搭載し、18200系に採用されたABFM-214-15MDHを単電圧仕様に簡素化して改良したものである。
この制御器は、2基のパイロットモーターを搭載し、2軸のカム軸を個別に駆動することで大電流の大出力電動機による1C4M制御に対応する。
なお、大阪線に存在する連続33 ‰下り勾配区間で抑速発電ブレーキ機能を確実に使用可能とするため、モ12000形の進行方向向かって左側の台車間に、大容量抵抗器を搭載している。

#### 主電動機
主電動機は18200系と同じ三菱電機MB-3127-Aで、駆動方式にはWNドライブを採用している。歯数比は80:21で、これは11400系や18200系と同一である。

#### 台車
台車は近畿車輛KD-68（モ12000形）・KD-68A（ク12100形）で、18200系で採用されたKD-63・KD-63Aを基本としつつ部品構成を見直して簡素化したシュリーレン式軸箱支持機構を備える、ダイレクトマウント式空気ばね台車である。

#### ブレーキ
設計当時の近鉄で標準であった、HSC-D発電ブレーキ付き電磁直通ブレーキを搭載する。
なお、電動車・制御車ともに基礎ブレーキ装置は台車シリンダー式の両抱き式踏面ブレーキとなっている。

#### 補機
電動発電機と空気圧縮機はク12100形に搭載されている。電動発電機は日立製作所HG-584-Crで、2両分の冷房、暖房、照明、スナックコーナー用調理機器などの電源を賄うため50 kVAの発電容量を確保している。空気圧縮機は低周波振動の少ない三菱電機製C-1000形が採用された。

#### パンタグラフ
パンタグラフは当初、複電圧で集電容量確保の必要から1編成で2基搭載であった18200系とは異なり、モ12000形の連結面寄りに東洋電機製造PT-4203-A菱枠パンタグラフを1基のみ搭載していたが、1969年8月〜1970年2月に運転台側にも増設を行い2基搭載となった。

### 車内設備

#### スナックコーナー
モ12000形の前ドアと運転席の間に、スナックコーナーと称する軽食サービス基地を設置した。レザー張りのカウンターがあり、ここで調理した軽食を座席に運ぶサービスを実施していた。カウンター内には流し台、電子レンジ、小型冷蔵庫、冷水機などが設置され、またカウンターの向かい側には中央に大型冷蔵庫、両側に材料置場、上部に食器棚が設置された。デッキが設置されなかったためスナックコーナーは客室から素通しであったが、このスペースにはあえて客席から見えるように洋酒飾り窓を設け、その下には翼をはばたかせた鳥のレリーフがワンポイントで設置された。なお、スナックコーナーは営業列車の増加を見越し、10100系の一部にも設置された。

#### 座席
座席は従来の回転クロス構造とは異なり、近鉄特急車として初採用となる回転式スライドリクライニング構造（同心回転）で、2段式（中間なし）タイプである。リクライニングをさせると座面が前にスライドするのが特徴である。11400系と同定員を確保しつつ、リクライニング機構を採用することは容易ではなかったが、ジェット旅客機が950 mmのシートピッチでリクライニングしていることに着目し、検討を重ねてようやく採用となったものである。座席モケットの色はエンジである。
座席テーブルは国鉄の新幹線車両（0系初期タイプ）と同様のひじ掛け内蔵式である。支柱を引出して同一平面で180°回転して支柱上に倒す構造で、座席が窓際に位置する場合でもテーブルセットが可能となるよう考案された。当時の近鉄特急の座席は前席背面に格納した折りたたみ式テーブルが主流であったが、ひじ掛け内蔵テーブルによって利便性が大きく向上し、スナックコーナーで調理した食事を載せて食べることが可能となった。
シートピッチは11400系比で30 mm拡大されて980 mmとなった。このシートピッチは当時の新幹線0系の940 mmと比較しても、なお40 mmのアドバンテージを有した。座席の一人分の有効幅は455 mm、座面高さは440 mmで、リクライニング角度は通常20度、リクライニング時は38度まで倒れ、座面のスライド寸法は95 mmである。この座席は様々な改良を加えつつ、21000系「アーバンライナー」まで継承された。

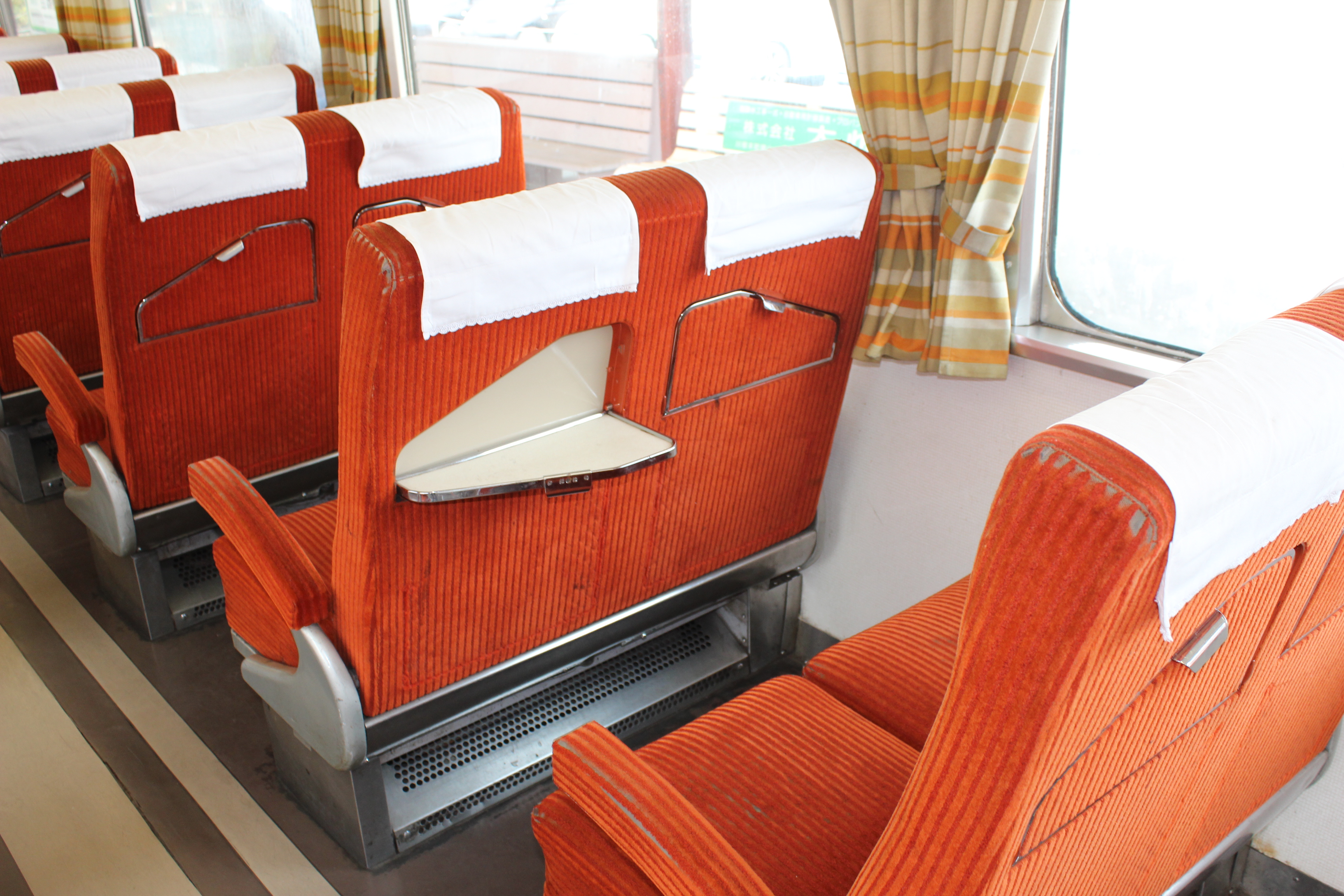
従来タイプの座席テーブル （大井川鐵道16000系）
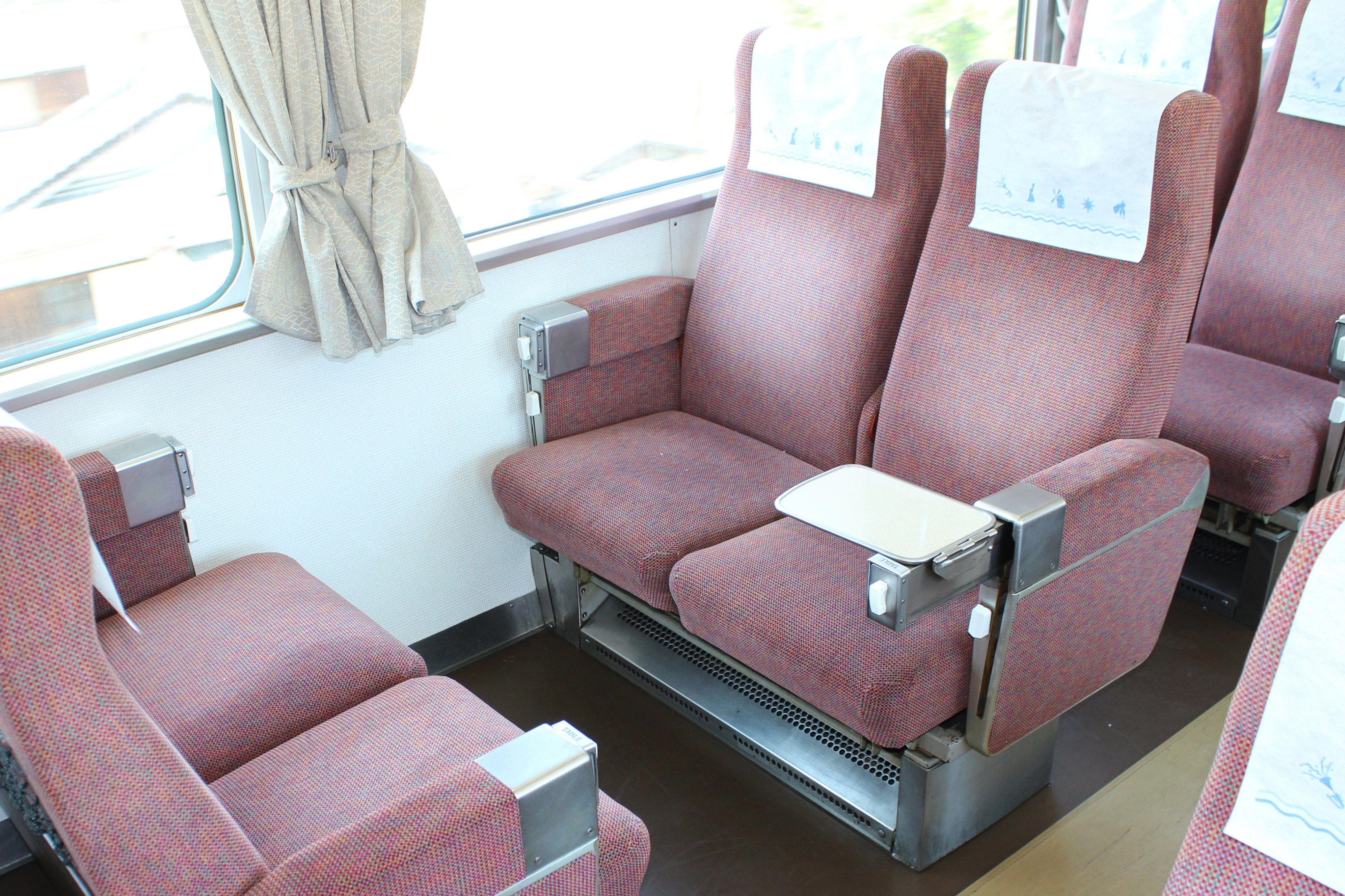
新開発の座席テーブル （12200系更新車）

#### 内装
客室内装は木目のデコラを基調として、床材は近鉄特急の当時の標準であった市松模様とした。天井は木目とのバランスを考慮の上、白系の色調とした。窓柱には4柱おきにガラスの花瓶を設置して飾り、造花を差し込み、客室内のアクセントとした。連結面側ドアは横縞の入ったアクリル製のタッチ式マジックドアが設置された。他のドアは一般的な化粧板を貼り付けたマジックドアである。化粧室寄りドアはトイレの構造上、客室から見てやや右側にオフセットしており、連絡する乗務員室用ドアも同様にオフセットしている。また、従来の特急車において取り付けられていた、客用ドア内側のプラスチック製円形取手については、本系列からは廃止された。
天井照明は10100系以来の逆三角形アクリル製カバー付の蛍光灯照明である。なお、スナックコーナーの天井は白熱灯のスポットライト式である。また、ク12100形トイレ寄り妻壁の左側にもデザイン処理をした円形の間接照明を設けた。サークラインが背面にセットされており、左半分が銀色、右半分が金色の反射板がついており、点灯すると柔らかい光が溢れる。

#### 空調装置
空調装置は、11400系以来実績のある冷凍能力4,500 kcal/hの東芝RPU-1103分散式ユニットクーラーを1両に6台設置し、各台ごとに強弱を切り替える押しボタンが天井に設置されている。暖房はシーズワイヤー式ヒーターが座席下に設けられている。座席下のヒーターは蹴込板を傾斜させ、足置きとしても使えるようにしたため、シートピッチの数値以上に広々とした足元スペースを実現した。また、側壁内にはパネルヒーターが内蔵され、客室窓のペアガラス化ともあいまって、車内暖房性能の向上が図られている。

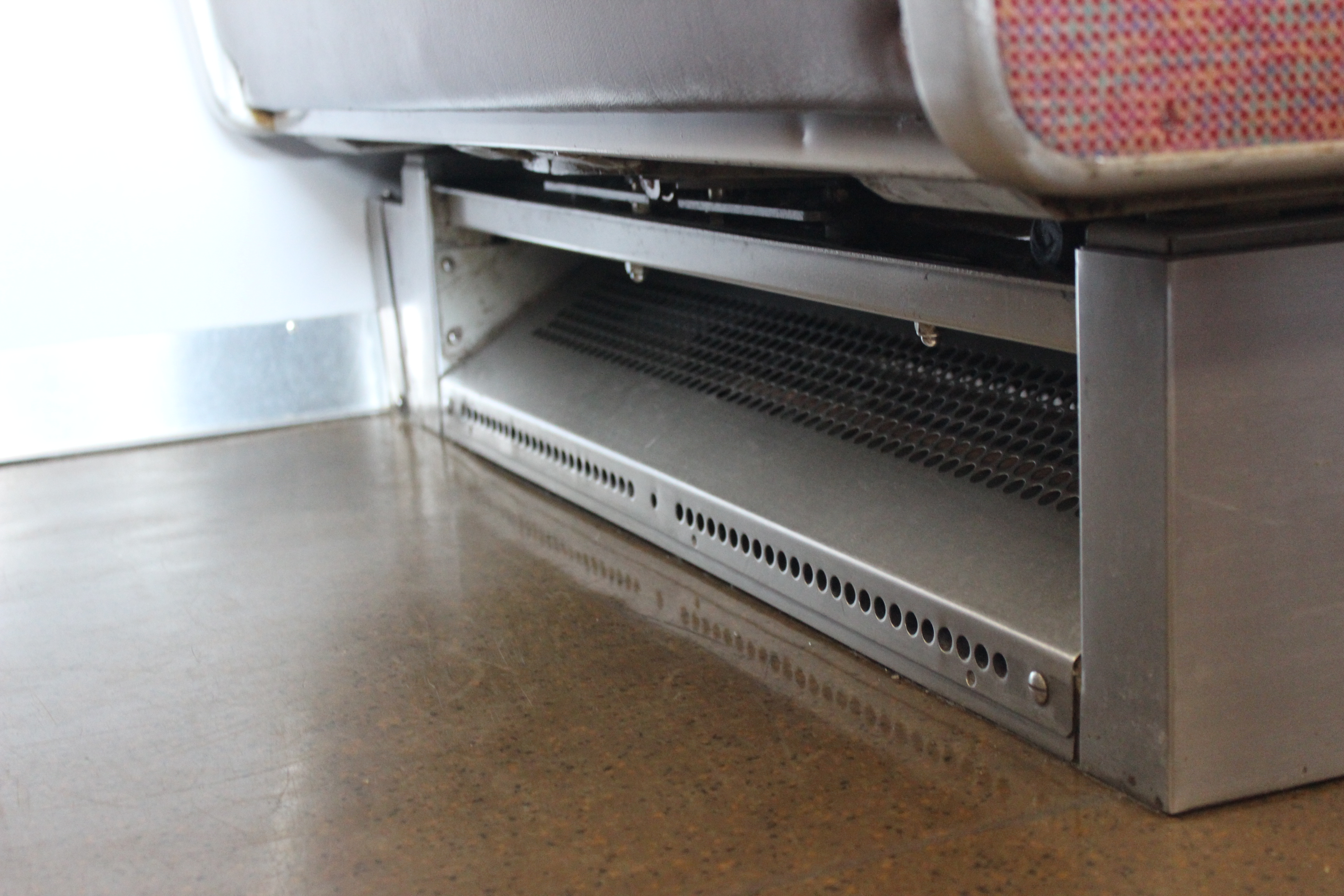
脚台の蹴込板の傾斜（12200系）
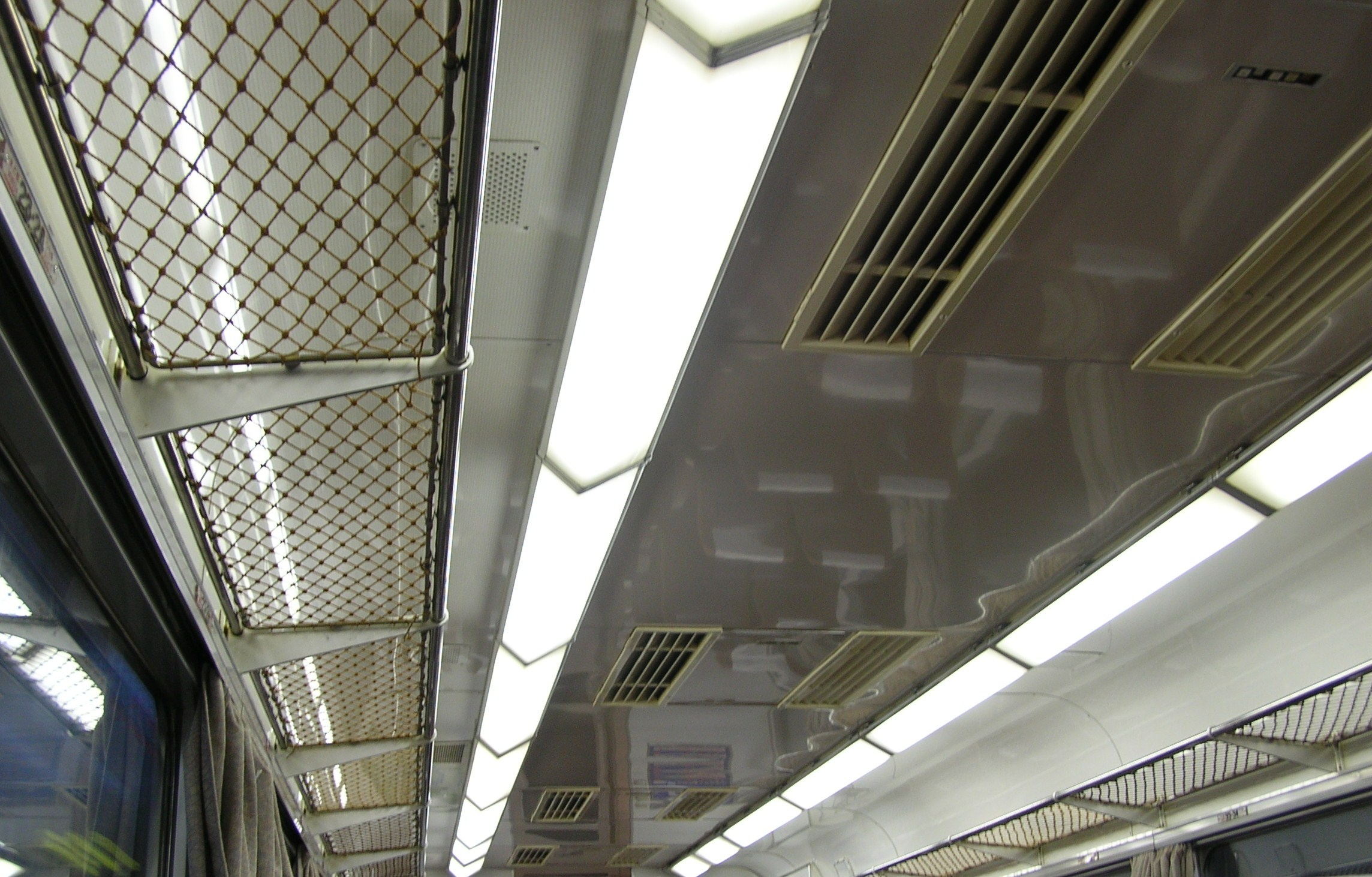
1960年代製車両の標準的な天井 （12200系）

#### 化粧室・トイレ
ク12100形の運転席直後に和式を1か所設けている。ク12100形は乗降扉を2か所設置しており、かつ定員をモ12000形と同一の64名とするため、トイレを運転席直後に設置し、さらに便器を進行方向斜めに向けて設置することで、スペースを確保した。トイレのドアは開くと排水する仕掛けである。また、洗面台は手をかざすだけで蛇口から水が出る電子オートコック式である。製造時は垂れ流し式だったが、後にタンク式に改修された。台車と干渉するため、タンクは台車の後方に設置されている。

#### 運転台

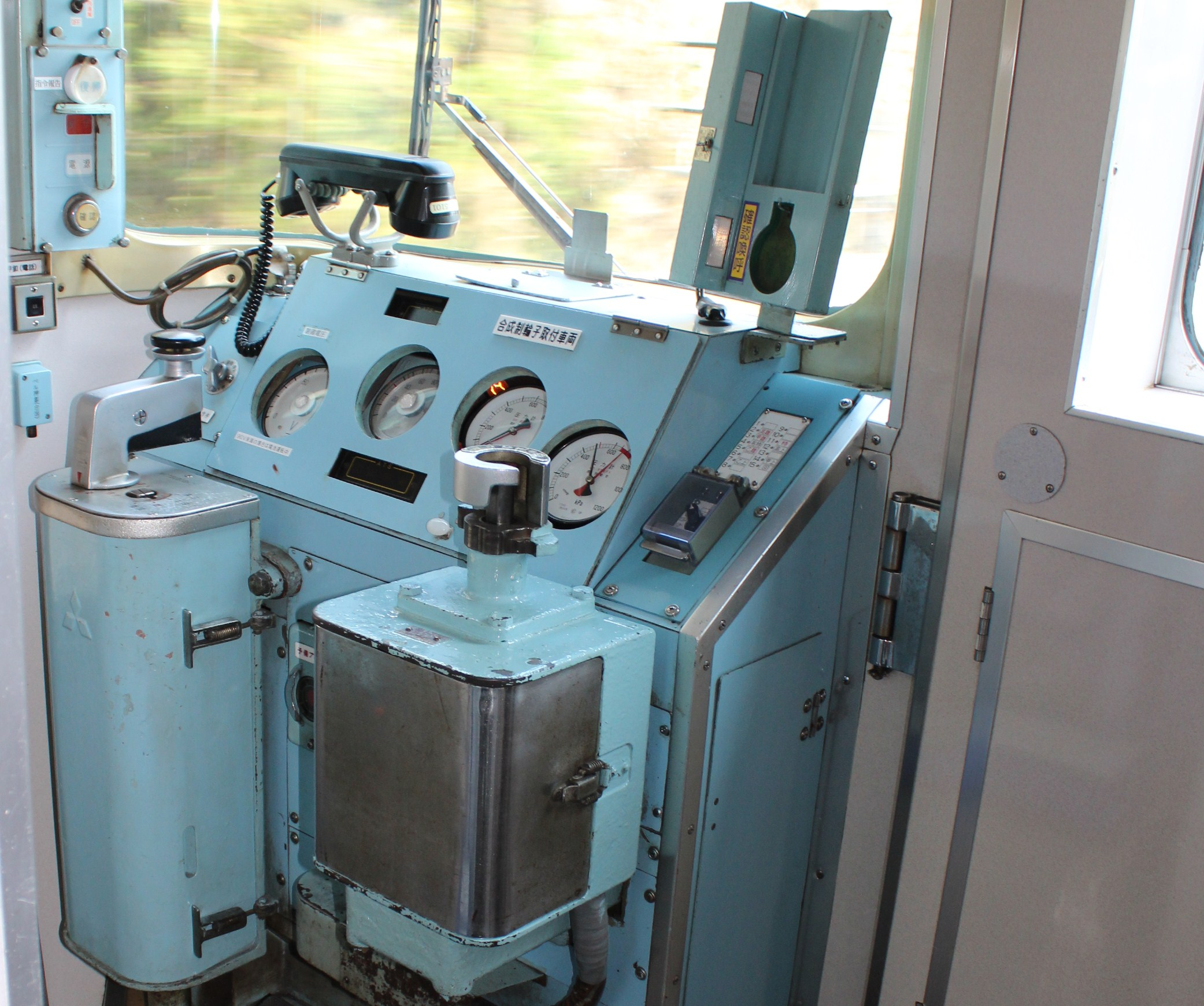
運転台（15200系）

18200系に準じたレイアウトとされた。大きな違いは、貫通扉に装備されている特急マーク裏側のサークラインに繋げる電線が運転台からのびている点と、デザイン上、幌を格納する必要から扉の厚みが大きいことである。また、背後の客室と連絡する扉は車掌室側にオフセットされている。

## 改造・車体更新

### パンタグラフ増設
前述のように、1969年から集電能力向上のため、モ12000形に従来1基搭載だったパンタグラフを運転台側にもう1基増設して2基搭載とした。この工事は1970年3月までに完了した。
この際、既設の冷房装置との干渉を避けて台車中心よりも大きく前進した位置にパンタグラフを搭載したため、後に登場する12200系と比較して勇壮な印象の外観となっている。

### 汚物タンク設置
黄害対策として1969年より床下に汚物タンクを取り付ける工事が施工された。

### 列車無線の設置
1973年の列車無線の運用を前に、列車無線アンテナの設置が行われた。その他、密着式連結器の下に電器連結器が増設され、合わせて排障器中央に切り欠きが設けられた。

### 更新工事・スナックコーナー撤去

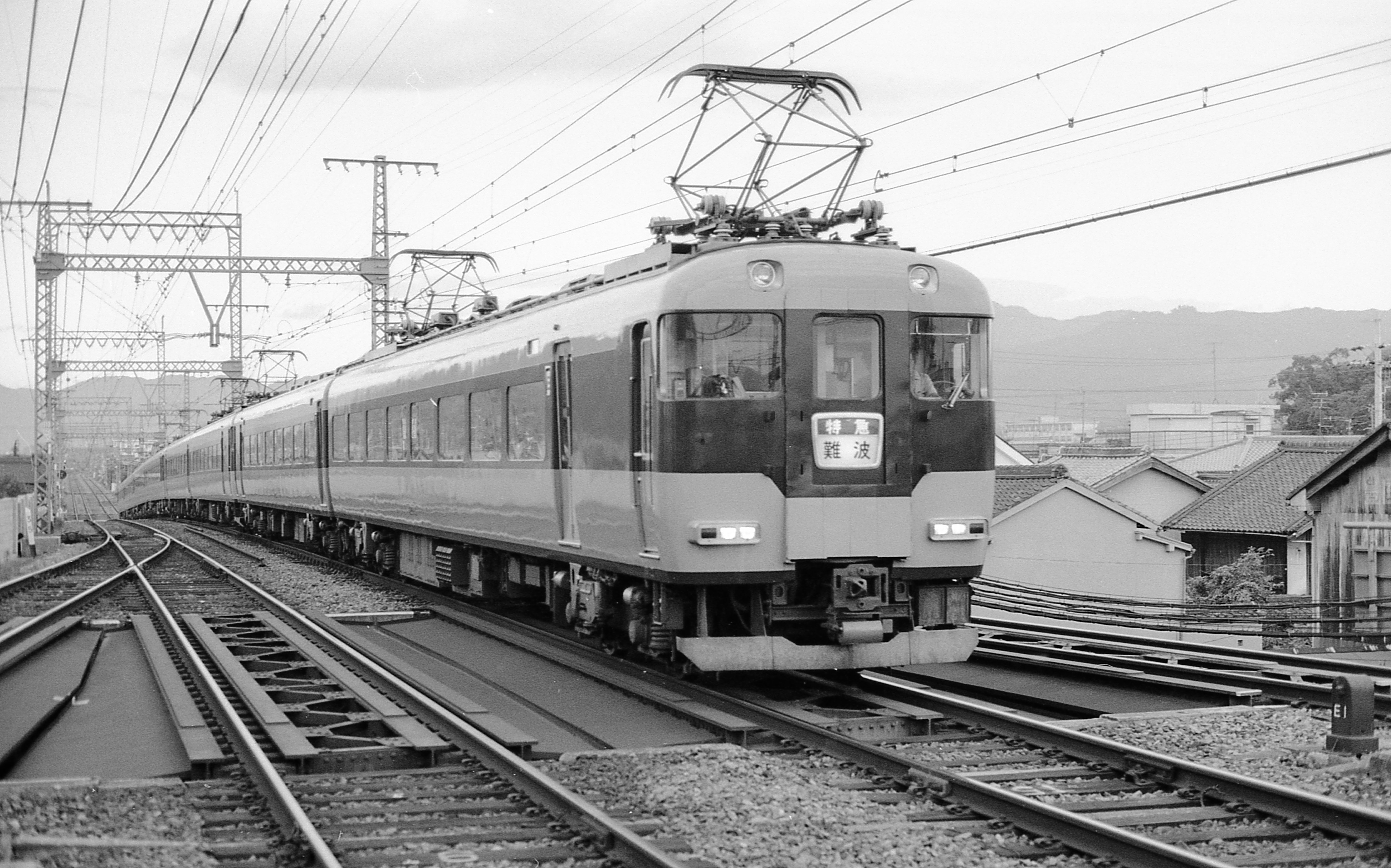
更新後のフロント。

1983年から車体更新工事を施工した。車内設備の老朽化による取り替えのほか、営業を既に取りやめていたスナックコーナーの撤去（車内販売準備室の設置）などを行った。この際、「Snack Car」の側面ロゴも撤去されている。フロントマスクは、前年に更新された11400系ク11520形と同形状で、30000系と同じく行き先表示が方向幕式化のうえ、標識灯兼尾灯カバーも変更となり、側面にも方向幕が設置された。運転台の窓は熱線入りガラスに交換された。車内内装も同系に準じた明るいカラーリングとし、座席モケットもオレンジ色に変更するなど面目を一新した。この工事は1986年1月竣工の12008Fをもって全車完了した。この工事による定員の変更はない。
客室内の換気は当初は行われていなかったが、後年、たばこの煙やそれに伴う車内の臭気の除去を行うため換気扇が設置された。

### 最高速度120 km/h対応工事
当系列は12200系とは異なり、将来の120 km/h運転を見越したブレーキ制御圧切替装置を搭載していなかった関係上、1988年3月から名阪甲特急に限って実施された120 km/hへのスピードアップ対応工事から外され、もっぱら名伊特急で運用されていた。ところが、その後山田線の改良による速度向上が可能となったことで、1990年から1991年にかけて当系列にもブレーキ制御圧切替装置を搭載の上、最高速度120 km/h対応工事が行われた。

## 運用
新幹線開業によりダメージを被った名阪ノンストップ特急と、大増発された名阪乙特急を対象に1967年12月20日ダイヤ変更時から投入された。
しかし、実際運用してみると、名阪ノンストップ特急は多客期をのぞけば成績が振るわず、この特急最大のアピールポイントであったビュフェサービスの売上も同様のあり様であった。一方、名阪乙特急は、最初の内こそ振るわなかったものの、運行開始1年後より少しずつ乗客が増え始め、前者は本系列1編成（2両）でも充分で、後者は他編成と併結して4両の運用と、両者はまったくの好対照をなした。なお、スナックコーナーの営業は名阪ノンストップ特急のみ実施されたが、利用が少ないのは如何ともし難く、1975年3月に営業が中止され、以後は車内販売基地として活用された。名阪特急以外では、名伊乙特急にも使用された。
車両運用は、編成単独の運転や10100系、10400系、11400系、12200系などと併結された。特に1970年代の名阪ノンストップ特急は、本系列をはじめ12200系などが1編成単独で走行する姿が定番となった。1978年以降は10100系の代わりに30000系「ビスタカーIII世」や12400系などの「サニーカー」との編成も組まれた。運用線区は当初こそ名阪特急主体であったが、その後は標準軌線各線で運用され、汎用車両としての立場をいかんなく発揮した。
1988年以降は120 km/h対応工事から外されたこともあって名伊特急主体に運用された。
2000年8月20日に12003F（富吉検車区所属）と18400系18408F（西大寺検車区所属）の併結によるさよなら運転が貸切列車として近鉄名古屋 - 五位堂間で運転された。

## 廃車
1969年に伊勢中川駅構内の脱線事故で12007F、また1971年には総谷トンネル事故で12001Fが廃車となっている。
その他の8編成16両は1999年から2000年までに全車が廃車となり、形式消滅した。